# Servílio
Servílio de Jesus Filho, mais conhecido como Servílio (São Paulo, 15 de outubro de 1939 — Guarulhos, 7 de junho de 2005) foi um futebolista brasileiro que atuou como atacante.
Servílio fez parte da primeira "Academia" da Sociedade Esportiva Palmeiras. Conquistou diversos títulos e marcou 140 gols pela equipe alviverde, ficando assim na lista dos dez maiores artilheiros da história do clube paulistano. Era filho de outro atacante, Servílio de Jesus, que jogou no Corinthians e era conhecido como "Bailarino".
Nascido em São Paulo, Servílio iniciou sua carreira nas categorias de base da Associação Portuguesa de Desportos. Começou a jogar futebol profissional com a Associação Desportiva Araraquara antes de voltar a jogar pelo time principal da Portuguesa em 1957. Servílio teve seu maior sucesso com o seu próximo clube, a Sociedade Esportiva Palmeiras. Ganhou o Campeonato Paulista duas vezes (em 1963 e 1966) e o Campeonato Brasileiro Série A em 1967.
Faleceu de ataque cardíaco em São Paulo, aos 65 anos.

## Títulos
Seleção Brasileira
- Copa Roca: 1960

Palmeiras
- Campeonato Brasileiro: 1967 (Robertão) e 1967 (Taça Brasil)
- Torneio Rio-São Paulo: 1965
- Campeonato Paulista: 1963 e 1966

## Seleção Brasileira
Atuou em dez partidas, sendo duas pela Copa Roca de 1960 e oito amistosos, marcando seis gols. Foi convocado para a Copa do Mundo de 1966, mas foi dispensado já na Europa, no último corte, que reduziu o grupo de 27 jogadores para os 22 que foram inscritos na Copa, juntamente com o goleiro Valdir, o quarto-zagueiro Fontana, o médio Dino Sani e o atacante Amarildo.